# Elron
Az Eesti Liinirongid AS, 2014-ig Elektriraudtee AS észt állami vasúttársaság, amely Elron márkanéven nyújt vasúti személyszállítási szolgáltatásokat. 1998-ban alapították. Kezdetben Tallinnban és Harju megyében üzemeltetett elővárosi villamos vonatokat, 2014 januárjától azonban átvette a teljes észtországi belföldi vasúti személyszállítást. A cég 38 darab Stadler FLIRT motorvonatot üzemeltet. 2015-ben 6,5 millió, 2021-ben 6,1 millió utast szállított.

## Története
Az Észt Vasutak (Eesti Raudtee) átszervezése és privatizációja során 1998. december 23-án hozták létre a céget Elektriraudtee (magyarul: Villamos vasút) néven. A részvénytársasági formában működő cég alapításától állami tulajdonban van. Kezdetben az Észt Vasutak birtokolta a részvények 100%-át, majd 2000. november 15-től közvetlen állami tulajdonba került. A tulajdonosi jogokat 2012-től az Észt Gazdasági és Közlekedési Minisztérium gyakorolja.
Alapításától a cég üzemelteti a Tallinn környéki villamosított vonalakon közlekedő elővárosi vonatokat. Az összesen 132 km-nyi villamosított vonal Tallinnból kiindulva nyugati és keleti irányba halad. Az elővárosi hálózaton 2007-ben Tallinn és Keila, 2008-ban pedig Tallinn és Aegviidu között expressz vonatokat is indított.
2013-ban kezdődött meg a régi szovjet járműállomány cseréje. 2013 októberében a cég nevet változtatott, az új név az Eesti Liinirongide lett, a vasúti szolgáltatásra pedig bevezették az Elron márkanevet. A névváltoztatás is jelezte a 2014-es átszervezést. Január 1-jétől a cég átvette a nem villamosított vonalakon személyszállítást végző Edelaraudteetől a járatokat, így az Elron végzi a teljes észtországi belföldi személyszállítást. 2014-ben sor került a dízel-motorvonatok cseréjére is.

## Járműpark
Létrehozásakor az Észt Vasutaktól átvett, a szovjet időszakból származó, az 1970-es, 1980-as években a Rigai Vagongyárban (RVR) gyártott ER1 és ER2 elővárosi villamos motorvonatokat üzemeltette. Az utolsó ER1-est 2005 nyarán selejtezték. 2013-ban kezdődött el a járműállomány teljes cseréje Stadler FLIRT motorvonatokra. 2012 végén érkeztek meg az első villamos egységek, melyekből mind a 18 darabot üzembe állították 2013 végéig. Ezeket további 20 darab dízel motorvonat követte, melyek 2014 májusáig üzembe álltak. Ezzel párhuzamosan 2014-ig az összes régi motorvonatot kivonták a forgalomból. A pályaszám mellett minden járműnek külön neve is van. A járműveket a pääskülai járműtelep szolgálja ki.
2020 októberében jelentették be, hogy az Elron hat darab új villamos motorvonatot szerez be a Škoda Transportation cégtől, és további tíz járműre vonatkozó vásárlási opciót is aláírtak, utóbbit 2023 januárjában érvényesítették. A Škoda 21Ev típusú, kétáramnemű (3 kV és 25 kV-os) motorvonatok típustesztelése 2024 augusztusában kezdődött el Észtországban, ennek során az első motorvonat több mint 6000 km-t tesz meg utasok nélkül. Az első hat motorvonat 2025 szeptemberétől áll forgalomba a Tallinn–Tartu-vasútvonalon, miután annak Tapa és Tartu közötti szakaszának villamosítása befejeződik.

## Hálózat

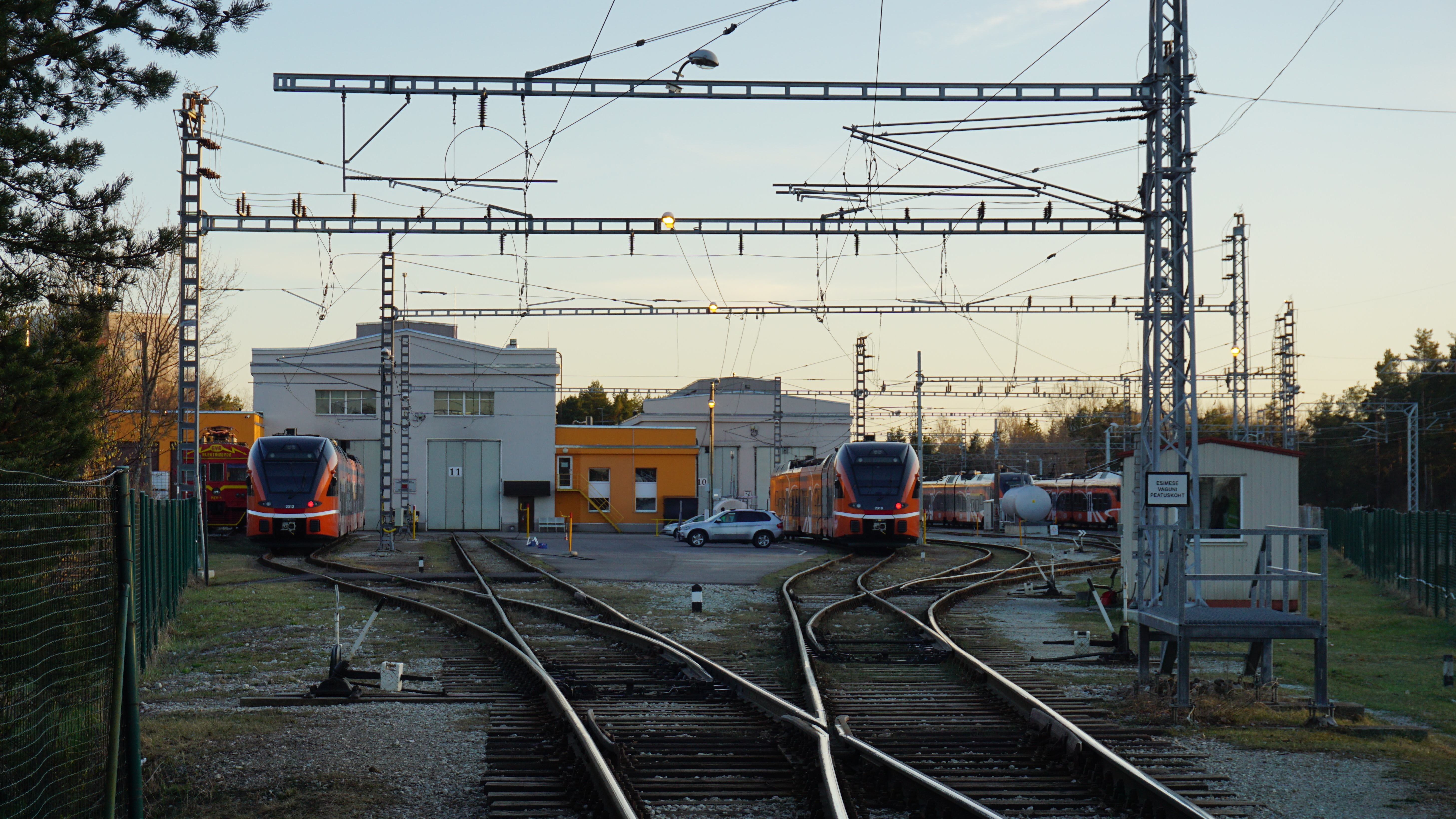
Az Elron járműtelepe Tallinn Pääsküla városrészében

Nyugati irány:
- Tallinn–Keila–Paldiski
- Tallinn–Keila–Riisipere
- Tallinn–Keila–Kloogaranna
- Tallinn–Keila
- Tallinn–Pääsküla

Délnyugati irány:
- Tallinn–Viljandi
- Tallinn–Lelle–Pärnu
- Tallinn–Türi
- Tallinn– Rapla

Keleti irány:
- Tallinn–Tapa–Tartu
- Tallinn–Tapa–Tartu (expressz)
- Tallinn–Tapa–Narva
- Tallinn–Tapa–Rakvere
- Tallinn–Aegviidu

Délkeleti irány:
- Tartu–Põlva–Koidula (Piusa)
- Tartu–Elva–Valga